# Against the Grain (Acoustic Alchemy)
Against the Grain è un album in studio del gruppo musicale britannico Acoustic Alchemy, pubblicato nel 1994.

## Tracce
1. Against the Grain
2. Lazeez
3. A Different Kind of Freedom
4. Lady Lynda
5. Road Dogs
6. Shoot the Loop
7. Across the Golden Gate
8. Papillon
9. Silent Partner
10. Nouveau Tango